# Berner Sport Club Young Boys 2003-2004
Questa voce raccoglie le informazioni riguardanti il Berner Sport Club Young Boys nelle competizioni ufficiali della stagione 2003-2004.

## Stagione
Nella stagione 2003-2004 lo Young Boys, allenato da Hans-Peter Zaugg, concluse il campionato di Super League al 2º posto. In Coppa UEFA lo Young Boys fu eliminato al turno preliminare dal MyPa.

## Rosa
| N. |                     | Ruolo | Calciatore         |
| -- | ------------------- | ----- | ------------------ |
| 1  | Italia (bandiera)   | P     | Paolo Collaviti    |
| 2  | Svizzera (bandiera) | D     | Nicolas Kehrli     |
| 3  | Svizzera (bandiera) | D     | Adrian Eugster     |
| 4  | Svizzera (bandiera) | D     | Iván Knez          |
| 5  | Svizzera (bandiera) | D     | Mark Disler        |
| 6  | Svizzera (bandiera) | C     | Roman Friedli      |
| 7  | Brasile (bandiera)  | A     | Leandro            |
| 8  | Svizzera (bandiera) | C     | Gürkan Sermeter    |
| 9  | Svizzera (bandiera) | A     | Stéphane Chapuisat |
| 10 | Togo (bandiera)     | A     | Sadik Coubageat    |
| 11 | Svizzera (bandiera) | C     | Joël Descloux      |
| 12 | Nigeria (bandiera)  | C     | Patrick Eseosa     |
| 14 | Svizzera (bandiera) | C     | Joël Magnin        |
| 15 | Svizzera (bandiera) | A     | Thomas Häberli     |

| N. |                                | Ruolo | Calciatore        |
| -- | ------------------------------ | ----- | ----------------- |
| 17 | Svizzera (bandiera)            | D     | Steve Schaad      |
| 18 | Svizzera (bandiera)            | P     | Adrian Schneuwly  |
| 19 | Svizzera (bandiera)            | A     | Johan Berisha     |
| 20 | Svizzera (bandiera)            | A     | Marco Schneuwly   |
| 21 | Svizzera (bandiera)            | D     | Alain Rochat      |
| 22 | Svizzera (bandiera)            | P     | Marco Wölfli      |
| 23 | Svizzera (bandiera)            | D     | Fabian Geiser     |
| 24 | Svizzera (bandiera)            | C     | Sandro Burki      |
| 25 | Serbia e Montenegro (bandiera) | C     | Boban Maksimović  |
| 26 | Italia (bandiera)              | D     | Patrick Funaro    |
| 27 | Italia (bandiera)              | A     | Gaetano Giallanza |
| 28 | Svizzera (bandiera)            | C     | Elvir Melunovic   |
| 29 | Romania (bandiera)             | C     | Mihnea Ivan       |

## Organigramma societario
Area tecnica
- Allenatore: Hans-Peter Zaugg
- Allenatore in seconda:
- Preparatore dei portieri:
- Preparatori atletici:

## Calciomercato

### Sessione estiva
| Acquisti | Acquisti        | Acquisti         | Acquisti |
| R.       | Nome            | da               | Modalità |
| -------- | --------------- | ---------------- | -------- |
| C        | Sandro Burki    | Bayern Monaco II |          |
| C        | Roman Friedli   | Aarau            |          |
| D        | Iván Knez       | Rapid Vienna     |          |
| A        | Leandro         | Neuchâtel Xamax  |          |
| C        | Elvir Melunovic | Aarau            |          |
| P        | Marco Wölfli    | Thun             |          |

| Cessioni | Cessioni           | Cessioni            | Cessioni |
| R.       | Nome               | a                   | Modalità |
| -------- | ------------------ | ------------------- | -------- |
| A        | Johan Vonlanthen   | PSV                 |          |
| C        | Martin Fryand      | Münsingen           |          |
| D        | Jure Mioc          | Soletta             |          |
| C        | Paulinho           | Jahn Ratisbona      |          |
| C        | Art'owr Petrosyan  | Zurigo              |          |
| D        | Andrea Rotanzi     | Yverdon             |          |
| C        | Avi Tikva          | Maccabi Petah Tiqwa |          |
| D        | Harutyun Vardanyan | Servette            |          |

### Sessione invernale
| Acquisti | Acquisti       | Acquisti      | Acquisti |
| R.       | Nome           | da            | Modalità |
| -------- | -------------- | ------------- | -------- |
| D        | Patrick Funaro | Young Boys II |          |

| Cessioni | Cessioni       | Cessioni          | Cessioni |
| R.       | Nome           | a                 | Modalità |
| -------- | -------------- | ----------------- | -------- |
| D        | Vincenzo Vella | La Chaux-de-Fonds |          |

## Risultati

### Super League

#### Prima fase, girone di andata
| Arbitro: | Rogalla |

|                   |           |                                              |
| Tachie-Mensah 40’ | Marcatori | 8’, 15’ Chapuisat 32’ Leandro 84’ Vonlanthen |

| Arbitro: | Busacca |

|                        |           |                                       |
| Leandro 27’ Magnin 47’ | Marcatori | 20’ Giménez 71’ Streller 75’ Esposito |

| Arbitro: | Rutz |

|                           |           |               |
| Chapuisat 47’ Leandro 63’ | Marcatori | 80’ Petrosyan |

| Arbitro: | Circhetta |

|         |           |                          |
| Rey 13’ | Marcatori | 78’ Chapuisat 85’ Magnin |

| Arbitro: | Bertolini |

|                      |           |             |
| Disler 1’ Magnin 32’ | Marcatori | 53’ Fabinho |

| Arbitro: | Etter |

|                           |           |            |
| Bieli 26’, 48’ Schmid 90’ | Marcatori | 89’ Magnin |

| Arbitro: | Beck |

|                         |           |              |
| Magnin 28’ Sermeter 72’ | Marcatori | 42’ Raimondi |

| Arbitro: | Meier |

|                          |           |                    |
| Kader 12’, 14’, 18’, 45’ | Marcatori | 38’ (rig.) Leandro |

| Arbitro: | Petignat |

|                                                    |           |  |
| Chapuisat 28’ (rig.), 59’ Descloux 43’ Leandro 80’ | Marcatori |  |

#### Prima fase, girone di ritorno
| Berna 14 settembre 2003, ore 16:15 CEST 10ª giornata | Young Boys | 0 – 0 referto | San Gallo | Stadio Wankdorf (6 800 spett.)\| Arbitro: \| Busacca \| |
| Arbitro:                                             | Busacca    |               |           |                                                         |

| Arbitro: | Rogalla |

|                   |           |  |
| Streller 16’, 18’ | Marcatori |  |

| Arbitro: | Salm |

|  |           |                         |
|  | Marcatori | 86’ Chapuisat 90’ Burki |

| Arbitro: | Meier |

|                    |           |           |
| Giallanza 24’, 41’ | Marcatori | 50’ Ojong |

| Arbitro: | Wildhaber |

|  |           |             |
|  | Marcatori | 76’ Leandro |

| Arbitro: | Beck |

|                                          |           |                                           |
| Chapuisat 43’, 44’, 61’ Häberli 45’, 49’ | Marcatori | 4’ de Napoli 81’ (rig.) Wittl 90’ Moretto |

| Arbitro: | Nobs |

|          |           |                                        |
| Rama 27’ | Marcatori | 22’ Häberli 31’ Chapuisat 77’ Sermeter |

| Arbitro: | Bertolini |

|                                        |           |  |
| Giallanza 36’ Kehrli 74’ Chapuisat 77’ | Marcatori |  |

| Arbitro: | Salm |

|                                |           |                                      |
| Eduardo 4’ Petrić 37’ Gane 53’ | Marcatori | 35’ Magnin 40’ Leandro 88’ Giallanza |

#### Seconda fase, girone di andata
| Arbitro: | Leuba |

|  |           |             |
|  | Marcatori | 54’ Giménez |

| Arbitro: | Meier |

|                   |           |                               |
| Sutter 43’ (rig.) | Marcatori | 7’, 22’ Leandro 53’ Chapuisat |

| Arbitro: | Rutz |

|                        |           |                            |
| Häberli 24’ Disler 82’ | Marcatori | 48’ Džemaili 90’ Petrosyan |

| Arbitro: | Etter |

|  |           |                                |
|  | Marcatori | 28’, 61’ Häberli 65’ Chapuisat |

| Arbitro: | Circhetta |

|                       |           |                          |
| Knez 5’ Melunovic 71’ | Marcatori | 40’ Varela 59’ de Napoli |

| Arbitro: | Rogalla |

|             |           |                                        |
| Mordeku 40’ | Marcatori | 30’ Sermeter 83’ Melunovic 89’ Leandro |

| Arbitro: | Salm |

|                                             |           |                        |
| Sermeter 10’, 65’ Leandro 31’ Chapuisat 49’ | Marcatori | 6’ Kader 65’ Zambrella |

| Berna 28 marzo 2004, ore 16:15 CET 26ª giornata | Young Boys | 0 – 0 referto | Thun | Stadio Wankdorf (8 500 spett.)\| Arbitro: \| Busacca \| |
| Arbitro:                                        | Busacca    |               |      |                                                         |

| Arbitro: | Petignat |

|                                |           |                           |
| Gane 7’, 16’, 36’ Castillo 42’ | Marcatori | 72’ Leandro 90’ Giallanza |

#### Seconda fase, girone di ritorno
| Arbitro: | Laperrière |

|               |           |  |
| Chapuisat 25’ | Marcatori |  |

| Arbitro: | Busacca |

|                                               |           |  |
| Lustrinelli 26’ Zanni 75’ (rig.) Raimondi 90’ | Marcatori |  |

| Arbitro: | Rogalla |

|  |           |                             |
|  | Marcatori | 9’ (aut.) Sarni 72’ Häberli |

| Arbitro: | Bertolini |

|                                                       |           |           |
| Leandro 1’ Chapuisat 16’, 64’ (rig.), 76’ (rig.), 84’ | Marcatori | 55’ Nushi |

| Arbitro: | Circhetta |

|  |           |             |
|  | Marcatori | 58’ Häberli |

| Arbitro: | Sowa |

|                               |           |           |
| Chapuisat 7’, 63’ Leandro 88’ | Marcatori | 3’ Hassli |

| Arbitro: | Salm |

|                      |           |                  |
| Keita 40’ Tarone 88’ | Marcatori | 29’, 33’ Leandro |

| Arbitro: | Petignat |

|                        |           |           |
| Magnin 65’ Eugster 73’ | Marcatori | 77’ Naldo |

| Arbitro: | Leuba |

|                      |           |               |
| Rossi 5’ Giménez 35’ | Marcatori | 47’ Chapuisat |

### Coppa UEFA

#### Preliminari
| Arbitro: | Borovilos |

|                                           |           |                        |
| Okkonen 2’ (rig.), 71’ (rig.) Antônio 23’ | Marcatori | 19’ Leandro 57’ Magnin |

| Arbitro: | Ivanov |

|                   |           |                         |
| Sermeter 24’, 77’ | Marcatori | 71’ Antônio 86’ Taipale |

## Statistiche

### Statistiche di squadra
| Competizione | Punti | In casa | In casa | In casa | In casa | In casa | In casa | In trasferta | In trasferta | In trasferta | In trasferta | In trasferta | In trasferta | Totale | Totale | Totale | Totale | Totale | Totale | DR  |
| Competizione | Punti | G       | V       | N       | P       | Gf      | Gs      | G            | V            | N            | P            | Gf           | Gs           | G      | V      | N      | P      | Gf     | Gs     | DR  |
| ------------ | ----- | ------- | ------- | ------- | ------- | ------- | ------- | ------------ | ------------ | ------------ | ------------ | ------------ | ------------ | ------ | ------ | ------ | ------ | ------ | ------ | --- |
| Super League | 72    | 18      | 12      | 4       | 2       | 41      | 20      | 18           | 10           | 2            | 6            | 34           | 28           | 36     | 22     | 6      | 8      | 75     | 48     | +27 |
| Coppa UEFA   | -     | 1       | 0       | 1       | 0       | 2       | 2       | 1            | 0            | 0            | 1            | 2            | 3            | 2      | 0      | 1      | 1      | 4      | 5      | -1  |
| Totale       | 72    | 19      | 12      | 5       | 2       | 43      | 22      | 19           | 10           | 2            | 7            | 36           | 31           | 38     | 22     | 7      | 9      | 79     | 53     | +26 |

### Andamento in campionato
| Giornata  | 1 | 2 | 3 | 4 | 5 | 6 | 7 | 8 | 9 | 10 | 11 | 12 | 13 | 14 | 15 | 16 | 17 | 18 | 19 | 20 | 21 | 22 | 23 | 24 | 25 | 26 | 27 | 28 | 29 | 30 | 31 | 32 | 33 | 34 | 35 | 36 |
| --------- | - | - | - | - | - | - | - | - | - | -- | -- | -- | -- | -- | -- | -- | -- | -- | -- | -- | -- | -- | -- | -- | -- | -- | -- | -- | -- | -- | -- | -- | -- | -- | -- | -- |
| Luogo     | T | C | C | T | C | T | C | T | C | C  | T  | T  | C  | T  | C  | T  | C  | T  | C  | T  | C  | T  | C  | T  | C  | C  | T  | C  | T  | T  | C  | T  | C  | T  | C  | T  |
| Risultato | V | P | V | V | V | P | V | P | V | N  | P  | V  | V  | V  | V  | V  | V  | N  | P  | V  | N  | V  | N  | V  | V  | N  | P  | V  | P  | V  | V  | V  | V  | N  | V  | P  |
| Posizione | 1 | 5 | 3 | 3 | 2 | 2 | 2 | 2 | 2 | 2  | 3  | 3  | 3  | 3  | 2  | 2  | 2  | 2  | 2  | 2  | 2  | 2  | 2  | 2  | 2  | 2  | 2  | 2  | 2  | 2  | 2  | 2  | 2  | 2  | 2  | 2  |

Legenda:

Luogo: C = Casa; T = Trasferta. Risultato: V = Vittoria; N = Pareggio; P = Sconfitta.

### Statistiche dei giocatori
| Giocatore     | Super League | Super League | Super League | Super League | Coppa UEFA | Coppa UEFA | Coppa UEFA  | Coppa UEFA | Totale   | Totale | Totale      | Totale     |
| Giocatore     | Presenze     | Reti         | Ammonizioni  | Espulsioni   | Presenze   | Reti       | Ammonizioni | Espulsioni | Presenze | Reti   | Ammonizioni | Espulsioni |
| ------------- | ------------ | ------------ | ------------ | ------------ | ---------- | ---------- | ----------- | ---------- | -------- | ------ | ----------- | ---------- |
| J. Berisha    | 0            | 0            | 0            | 0            | 0          | 0          | 0           | 0          | 0        | 0      | 0           | 0          |
| S. Burki      | 16           | 1            | 1            | 0            | 0          | 0          | 0           | 0          | 16       | 1      | 1           | 0          |
| S. Chapuisat  | 35           | 23           | 4            | 0            | 2          | 0          | 0           | 0          | 37       | 23     | 4           | 0          |
| P. Collaviti  | 2            | 0            | 0            | 0            | 0          | 0          | 0           | 0          | 2        | 0      | 0           | 0          |
| S. Coubageat  | 21           | 0            | 5            | 1            | 0          | 0          | 0           | 0          | 21       | 0      | 5           | 1          |
| J. Descloux   | 15           | 1            | 2            | 0            | 2          | 0          | 1           | 0          | 17       | 1      | 3           | 0          |
| M. Disler     | 26           | 2            | 6            | 0            | 2          | 0          | 1           | 0          | 28       | 2      | 7           | 0          |
| P. Eseosa     | 4            | 0            | 1            | 0            | 2          | 0          | 0           | 0          | 6        | 0      | 1           | 0          |
| A. Eugster    | 25           | 1            | 7            | 0            | 2          | 0          | 0           | 0          | 27       | 1      | 7           | 0          |
| R. Friedli    | 32           | 0            | 6            | 0            | 2          | 0          | 0           | 0          | 34       | 0      | 6           | 0          |
| P. Funaro     | 2            | 0            | 0            | 0            | 0          | 0          | 0           | 0          | 2        | 0      | 0           | 0          |
| F. Geiser     | 20           | 0            | 2            | 0            | 2          | 0          | 0           | 0          | 22       | 0      | 2           | 0          |
| G. Giallanza  | 19           | 5            | 3            | 0            | 0          | 0          | 0           | 0          | 19       | 5      | 3           | 0          |
| T. Häberli    | 29           | 8            | 4            | 0            | 0          | 0          | 0           | 0          | 29       | 8      | 4           | 0          |
| M. Ivan       | 0            | 0            | 0            | 0            | 0          | 0          | 0           | 0          | 0        | 0      | 0           | 0          |
| N. Kehrli     | 20           | 1            | 1            | 0            | 0          | 0          | 0           | 0          | 20       | 1      | 1           | 0          |
| I. Knez       | 33           | 1            | 7            | 1            | 2          | 0          | 1           | 0          | 35       | 1      | 8           | 1          |
| L. Leandro    | 34           | 16           | 1            | 0            | 2          | 1          | 0           | 0          | 36       | 17     | 1           | 0          |
| J. Magnin     | 27           | 7            | 4            | 1            | 2          | 1          | 1           | 0          | 29       | 8      | 5           | 1          |
| B. Maksimović | 3            | 0            | 0            | 0            | 0          | 0          | 0           | 0          | 3        | 0      | 0           | 0          |
| E. Melunovic  | 15           | 2            | 3            | 0            | 0          | 0          | 0           | 0          | 15       | 2      | 3           | 0          |
| A. Rochat     | 35           | 0            | 2            | 0            | 2          | 0          | 0           | 0          | 37       | 0      | 2           | 0          |
| S. Schaad     | 6            | 0            | 2            | 0            | 0          | 0          | 0           | 0          | 6        | 0      | 2           | 0          |
| A. Schneuwly  | 0            | 0            | 0            | 0            | 0          | 0          | 0           | 0          | 0        | 0      | 0           | 0          |
| M. Schneuwly  | 0            | 0            | 0            | 0            | 0          | 0          | 0           | 0          | 0        | 0      | 0           | 0          |
| G. Sermeter   | 29           | 5            | 6            | 0            | 2          | 2          | 0           | 0          | 31       | 7      | 6           | 0          |
| V. Vella      | 0            | 0            | 0            | 0            | 0          | 0          | 0           | 0          | 0        | 0      | 0           | 0          |
| J. Vonlanthen | 2            | 1            | 0            | 0            | 0          | 0          | 0           | 0          | 2        | 1      | 0           | 0          |
| M. Wölfli     | 34           | 0            | 1            | 0            | 2          | 0          | 1           | 0          | 36       | 0      | 2           | 0          |